# Javier Forés

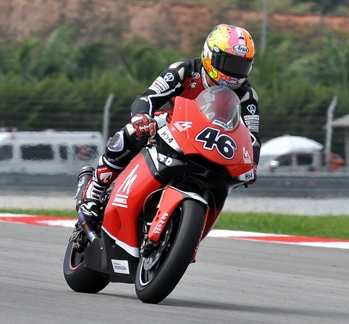
Javier Fores på Bimota HB4 i Malaysia 2010.

Javier Forés eller Xavi Forés, född 16 september 1985 i Llombai är en spansk roadracingförare. Han tävlar sedan säsongen 2016 i Superbike-VM på en Ducati Panigale. Bland meriterna märks segern i spanska mästerskapet CEV Stock Extreme Championship 2010 och 2013, europamästerskapet Superstock 1000 2013 samt tyska IDM Superbike Championship 2014.
Fores har även tävlat i världsmästerskapen i Grand Prix Roadracing i klasserna 125GP, Moto2 och MotoGP samt världsmästerskapen i Supersport och FIM Superstock 1000 Cup.